# Tay (trésorier)
Pour les articles homonymes, voir Tay.
Tay est un trésorier de l'Égypte ancienne. Il est en fonction sous Hatchepsout (environ 1508–1458 av. J.-C.) et pendant les premières années de Thoutmôsis III (environ 1479 av. J.-C. à 1425 av. J.-C.). Tay n'est connu que de trois attestations. Il apparaît dans une inscription rupestre sur l'île de Sehel, dans une lettre (P.Louvre 3230 (b)) datée par contexte d'Hatchepsout et d'une stèle trouvée dans le Sinaï. Cette dernière inscription est datée de l'an 25 du règne du roi Thoutmôsis III. Tay y est montré debout derrière le roi. Selon l'inscription rocheuse sur Sehel, il était en campagne militaire avec la reine en Nubie. L'inscription fournit également le nom de trône Maatkare, de la reine Hatshepsout. La date exacte de l'entreprise militaire n'est pas connue avec certitude, mais peut avoir eu lieu en l'an 12 de la reine. Tay était donc en poste depuis l'an 12 d'Hatchepsout jusqu'à environ l'an 25 de Thoutmôsis III. Sous Hatchepsout, le trésorier Nehsi est également attesté. Récemment, il a été suggéré que le bureau du trésorier royal était divisé en un bureau du nord et un bureau du sud. Selon cette théorie, Nehesi était le trésorier du nord sous Hatchepsout, Tay le trésorier du sud.